# Свети Георги (Острилци)
Вижте пояснителната страница за други значения на Свети Георги.
„Свети Георги“ (на македонска литературна норма: „Свети Ѓорѓи“, „Свети Георгиј“) е възрожденска православна църква в крушевското село Острилци, Северна Македония. Църквата е под управлението на Крушевско-Демирхисарската епархия на Македонската православна църква.
Църквата е гробищен храм, разположена на 2 km южно от селото. В храма има запазени стари стенописи. В 1884 година крушевските зографи Вангел и Никола Анастасови изписват нови стенописи и оставят надписа:„Сеї храмъ, Стый Геѡргіа се ізобрази, во времѧ, Бістъ, свещенікъ. Дамѧнъ, іереа ѿ село, Бабіно, ізъ рукі Ванћелі. Нікола Анастасовічъ зографа ѿ Крушово 1884 іуліа 26.“